# Annette Riemer
Annette Riemer (* 11. April 1988 in Halle (Saale)) ist eine deutsche Literaturwissenschaftlerin, Journalistin und Schriftstellerin.

## Leben
Riemer studierte Literaturwissenschaft und Geschichte an der Martin-Luther-Universität Halle, der Universität Leipzig und der Lucian-Blaga-Universität Hermannstadt. Während ihres Studiums wirkte sie in Leipzig an der Erforschung des Werks von Joachim Wilhelm von Brawe mit.
In Hermannstadt veröffentlichte Riemer erste Erzählbände im Schiller Verlag. Hier machte sie die Bekanntschaft mit den Schriftstellern Paul Jeute und Bernhard Spring. Letzterer vermittelte Riemer an den Häuptling eigener Herd, wo ab 2012 erste Beiträge von Riemer erschienen.
In den folgenden Jahren etablierte sich Riemer als Feuilletonistin und schrieb u. a. für das Neue Deutschland, die Mitteldeutsche Zeitung und die Magdeburger Volksstimme. Seit Jahren publiziert sie zugleich in der linken Tageszeitung Junge Welt und ist auch im satirischen Eulenspiegel zu finden.
Für ihr erzählerisches Werk wurde Riemer 2014 von dem Landesheimatbund Sachsen-Anhalt e. V. mit einem Sonderpreis ausgezeichnet.

## Persönliches
Riemer wohnt in Quedlinburg und Halle. Bernhard Spring widmete ihr den Roman Vorstadtengel (2017).

## Veröffentlichungen (Auswahl)

### Romane
- Kinderwunschkind. Roman. neobook, Berlin 2019, ISBN 978-3-7502-0947-3.

### Erzählbände
- Sanfte Grabenkämpfe Schiller Verlag. Hermannstadt 2009.
- Durch die geteilte Bukowina. Osteuropäische Reisebilder. Schiller Verlag. Hermannstadt 2011.
- So schön! Als Siebenbürgerin in Berlin. Alltagsgeschichten und Abgründe. Schiller Verlag. Hermannstadt 2016.
- (mit Bernhard Spring) Sachsen-Anhalt, wie es glänzt und dämmert: Reisen zwischen Harz und Heide. neobooks. Berlin, 2021. ISBN 978-3-7529-2864-8

### Erzählungen (Auswahl)
- Das war Liebermann In: Junge Welt, 2./3. Juni 2012.
- Warum immer du? (Und nicht ich)? In: Ingeborg von Lips (Hrsg.): Hallesche Anthologie. Universitätsverlag Halle-Wittenberg. Halle 2012.
- An diesem einen Donnerstag In: Junge Welt, 2. März 2013.
- Bis(s) zum letzten Abendmahl In: Das Blättchen, Nr. 26, 2014.
- Kaufland-Romanze In: Junge Welt, 22. Oktober 2016.
- Flüchtlingshelfer Schlademann In: Junge Welt, 17. Dezember 2016
- Großvaters letzte Nacht In: Junge Welt, 29. September 2018